# Hamzanama

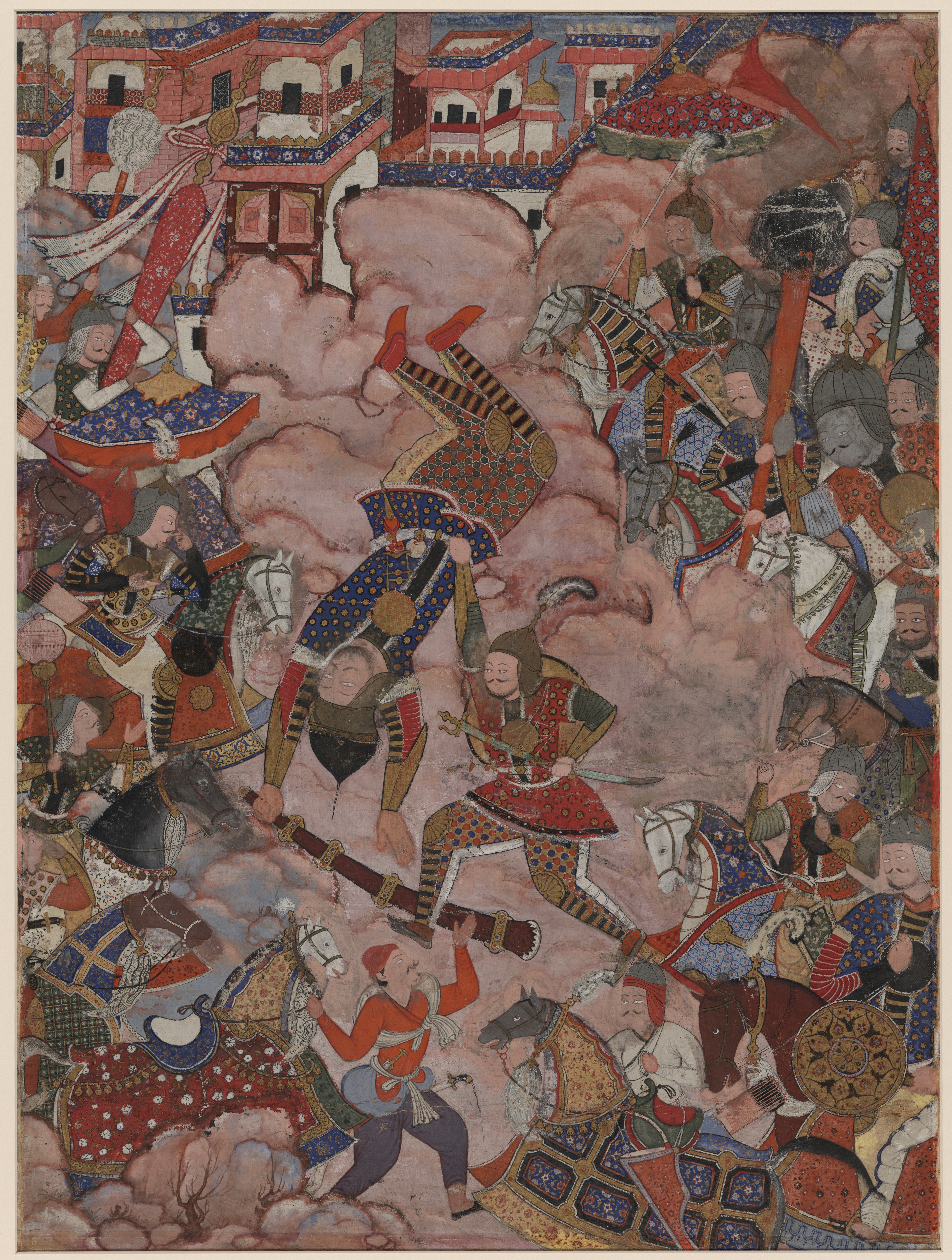
Schlacht von Mazandaran

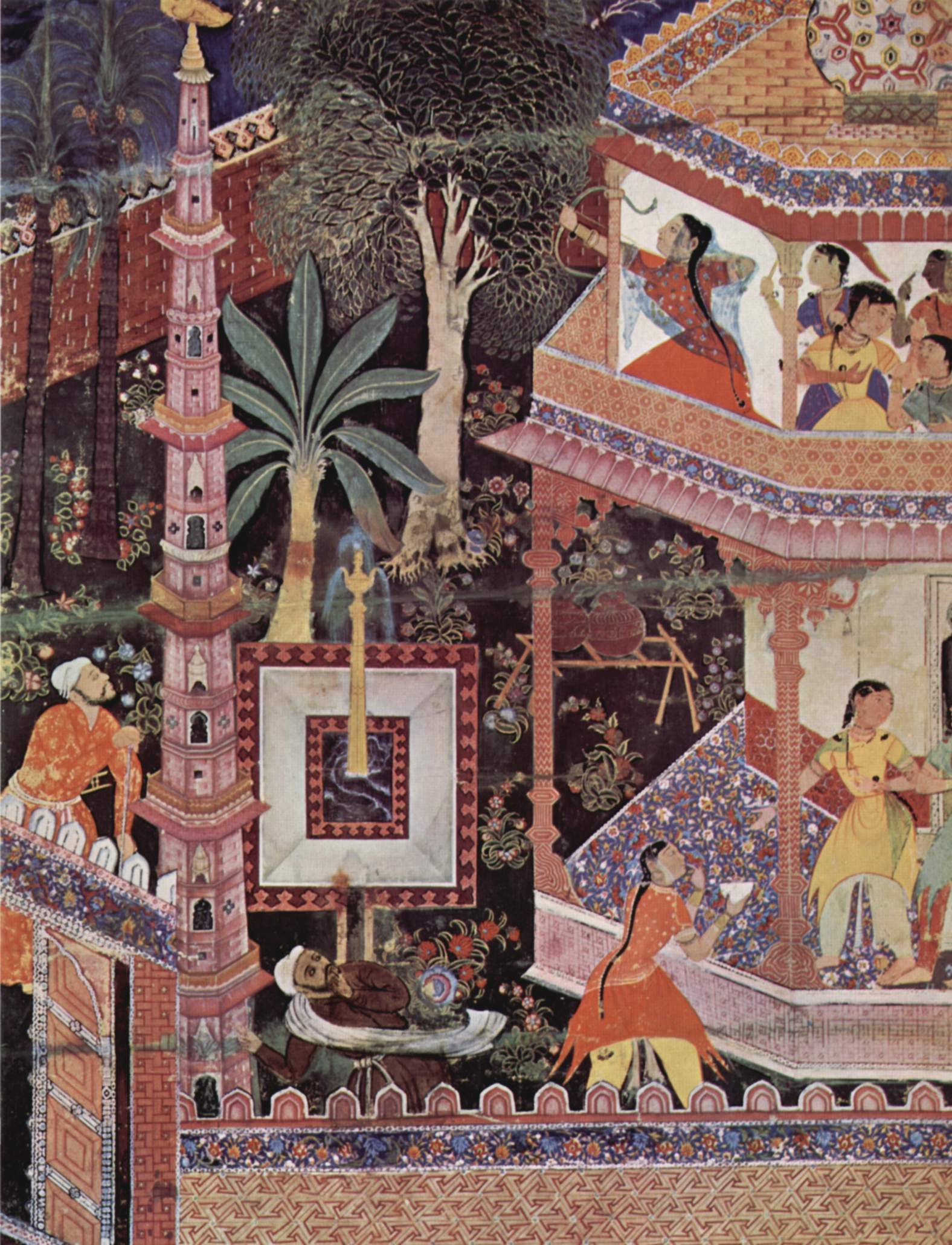
Hamza-Nâma

Hamzanama (Persisch: حمزه نامه, Epos von Hamza) oder Dastan-e-Amir Hamza (Persisch: داستان امیر حمزه, Abenteuer des Amir Hamza) ist ein wichtiges Werk, welches die fantastischen Geschichten von Hamza ibn ʿAbd al-Muttalib, einem Onkel des islamischen Propheten Mohammed erzählt. Eines der illustrierten Manuskripte, ein Meisterwerk islamischer Kunst, ist um 1558–1573 unter der Herrschaft des Mogulherrschers Akbar I. entstanden.
Das Hamzanama war zur Verherrlichung der Heldentaten ihres Protagonisten konzipiert worden. Der Roman basiert auf alten Schriften und mündlichen Überlieferungen, welche mehr als 1000 Jahre bis ins altpersische Achämenidenreich zurückzuverfolgen sind.

## Die Manuskripte derHamzanama
Die Dastan-e-Amir Hamza existieren in verschiedenen Versionen. Das bedeutendste illustrierte Manuskript stammt aus der Regierungszeit Akbars und umfasste 1400 Seiten. Zumeist befindet sich auf einer Seite der Blätter eine Abbildung im Stil der Mogulmalerei im Format 54 × 69 cm, welche persische Motive mit indischem Stil verbinden. Die entgegengesetzte Seite der meisten Blätter zeigt hingegen Texte in Nastaʿlīq, einer persischen Schriftart. Die Blätter sind dermaßen geordnet, dass die rückseitigen Malereien die vorderseitigen Texte derselben Seite begleiten und erzählerisch ergänzen. Das Kolophon der Handschrift fehlt und keines der Blätter ist signiert. Der Großteil dieser Blätter befindet sich heute im Victoria and Albert Museum sowie im British Museum in London. Ein weiterer beträchtlicher Teil befindet sich im Museum für angewandte Kunst (MAK) in Wien.
Eine spätere Version wurde im Jahre 1855 von Navab Mirza Aman Ali Khan Ghalib Lakhnavi herausgegeben und von der Hakim Sahib Press im bengalischen Kalkutta veröffentlicht. Diese Version war 1871 von Abdullah Bilgrami ausgeschmückt und von der Naval Kishore Press in der indischen Stadt Lucknow veröffentlicht worden.
Das Hamzanama wurde im 16./17. Jahrhundert in die javanische Sprache übersetzt und gelangte weiter auf die indonesische Insel Lombok, wo Amir Hamzah zum Helden des Sagenzyklus Serat Menak Sasak wurde, dessen Geschichten als Schattenspiel (Wayang kulit) aufgeführt werden.